# William Warham
William Warham (c. 1450 - 22 de agosto de 1532) fue un abogado, clérigo y diplomático inglés, Guardián del Sello Real y Lord Canciller del Reino entre 1502 y 1515, obispo de Londres por un corto tiempo y luego arzobispo de Canterbury desde 1503 hasta su muerte.

## Biografía

### Orígenes y primeros años
Perteneciente a una familia de Hampshire, fue educado en el Winchester College y en el New College. Posteriormente, enseñó y ejerció el Derecho tanto en Londres como en Oxford.
Más adelante recibió el sacramento del orden, obtuvo los beneficios de Barley y Cottenham y llegó a convertirse en Master of the Rolls en 1494, es decir, el segundo juez más importante después del Lord Chief Justice of England and Wales. El rey Enrique VII, durante el desempeño de su cargo, vio en él a un diplomático inteligente que le podría ser útil, razón por la cual se le encargó organizar la alianza con España que culminaría con el matrimonio de su hijo y heredero Arturo con la princesa Catalina de Aragón. También fue responsable de la conclusión de tratados comerciales con el Sacro Imperio Romano, Flandes y Borgoña.

### Ascenso y carrera al servicio de Enrique VIII
El año 1502 fue nombrado Obispo de Londres y Guardián del Sello Real, aunque su gestión fue corta ya que en 1504 fue nombrado Lord Canciller y  arzobispo de Canterbury. Dos años más tarde fue además nombrado canciller de la Universidad de Oxford. En 1509 casó y coronó a Enrique VIII y a Catalina de Aragón.
Su papel como arzobispo, al parecer, no estuvo exento de problemas, ya que sus acciones lo llevaron a una seria discusión con Richard Foxe, en ese entonces obispo de Winchester. A causa de esto se retiró gradualmente a un segundo plano tras la coronación, más tarde renunció a su título de Lord Canciller en 1515 siendo sucedido por Thomas Wolsey quien se había consagrado como obispo de Lincoln el año anterior.
Participó en el Campo de la tela de oro en 1520 y asistió a Wolsey durante la investigación secreta sobre la validez del matrimonio del rey con la reina en 1527. Fue nombrado como uno de los asesores de la reina durante el juicio, pero la tarea era cumplir con las órdenes del rey y convencerla de retirarse a un convento. Durante este tiempo se hizo conocida su frase ira principis mors est (La ira del príncipe es la muerte). También firmó la carta enviada al papa Clemente VII en la que se le instaba a apoyar el caso del rey. 

### Últimos años y muerte
Presidió la convocatoria de 1531, donde el clero de Canterbury le entregó 100 000 £ al rey a fin de evitar las sanciones de Præmunire, aceptando al rey como Jefe Supremo de la Iglesia, con la cláusula de salvaguardia "en lo que la ley de Cristo permite", lo que claramente era una contradicción que despojaba al rey de cualquier autoridad frente al Papa.
En sus últimos años, sin embargo, el obispo mostró una mayor independencia. En febrero de 1532 protestó contra las modificaciones que el Parlamento estaba haciendo sobre la ley de la Iglesia, lo que no impidió que se llevaran a cabo al ser el deseo de Enrique VIII. Warham protestó y comparó los actos del rey con los de su antecesor Enrique II e instó a la defensa de las libertades de la Iglesia invocando la Carta Magna. 
Warham fue magnífico en su vida pública y modesto en su vida privada. Ayudó a la investigación y la ciencia. No corrió la misma suerte que Wolsey y falleció de muerte natural el 22 de agosto de 1532, un año antes de la caída oficial de la Iglesia católica en Inglaterra. Fue enterrado en la catedral de Canterbury.